# Seznam států podle stability
Seznam států podle stability každoročně publikuje časopis Foreign Policy. Ten vychází ze dvanácti základních indikátorů:
Společenské faktory
- Demografický tlak (DP)
- Masový přesun uprchlíků nebo vnitřně vysídlených osob způsobující komplexní humanitární krizi (REF)
- Nenávist mezi skupinami obyvatel (Častý výskyt skupiny rozhořčených lidí hledajících mstu nebo paranoidní nálady ve společnosti) (GG)
- Lidé, kteří jsou trvale na útěku (HF)

Ekonomické faktory
- Nerovnoměrný ekonomický vývoj různých skupin (UED)
- Ostrý a tvrdý ekonomický propad (ECO)

Politické faktory
- Kriminalizace a/nebo delegitimizace státu (SL)
- Postupující úpadek veřejných služeb (PS)
- Potlačení principů právního státu a široké porušování lidských práv (HR)
- Bezpečnostní složky operující jako "stát ve státě" (SEC)
- Nástup elitních frakcí (FE)
- Intervence jiných států nebo externích politických činitelů (EXT)

## Seznam států podle stability 2019

### Velmi vážná výstraha (Very High Alert)
| Pořadí | Země                           | Hodnota 2019 |
| ------ | ------------------------------ | ------------ |
| 1      | Jemen                          | 113.5        |
| 2      | Somálsko                       | 112.3        |
| 3      | Jižní Súdán                    | 112.2        |
| 4      | Sýrie                          | 111.5        |
| 5      | Konžská demokratická republika | 110.2        |

### Vážná výstraha (High Alert)
| Pořadí | Země                    | Hodnota 2019 |
| ------ | ----------------------- | ------------ |
| 6      | Středoafrická republika | 108.9        |
| 7      | Čad                     | 108.5        |
| 8      | Súdán                   | 108.0        |
| 9      | Afghánistán             | 105.0        |

### Výstraha (Alert)
| Pořadí | Země              | Hodnota 2019 |
| ------ | ----------------- | ------------ |
| 10     | Zimbabwe          | 99.5         |
| 11     | Guinea            | 99.4         |
| 12     | Haiti             | 99.3         |
| 13     | Irák              | 99.1         |
| 14     | Nigérie           | 98.5         |
| 15     | Burundi           | 98.2         |
| 16     | Kamerun           | 97.0         |
| 17     | Eritrea           | 96.4         |
| 18     | Niger             | 96.2         |
| 19     | Guinea-Bissau     | 95.5         |
| 20     | Uganda            | 95.3         |
| 21     | Mali              | 94.1         |
| 22     | Myanmar (Barma)   | 94.3         |
| 23     | Etiopie           | 94.2         |
| 23     | Pákistán          | 94.2         |
| 25     | Keňa              | 93.5         |
| 26     | Severní Korea     | 92.7         |
| 27     | Konžská republika | 92.5         |
| 28     | Libye             | 92.2         |
| 29     | Pobřeží slonoviny | 92.1         |
| 30     | Libérie           | 90.2         |
| 31     | Mauritánie        | 90.1         |

### Vysoké varování (High Warning)
| Pořadí | Země                | Hodnota 2019 |
| ------ | ------------------- | ------------ |
| 32     | Venezuela           | 89.3         |
| 33     | Mosambik            | 88.7         |
| 34     | Egypt               | 88.4         |
| 35     | Angola              | 87.8         |
| 36     | Bangladéš           | 87.3         |
| 37     | Rwanda              | 87.5         |
| 38     | Togo                | 87.4         |
| 39     | Sierra Leone        | 86.8         |
| 40     | Zambie              | 85.7         |
| 41     | Východní Timor      | 85.5         |
| 42     | Svazijsko           | 85.3         |
| 43     | Džibutsko           | 85.1         |
| 44     | Libanon             | 85.0         |
| 45     | Nepál               | 84.7         |
| 46     | Srí Lanka           | 84.0         |
| 47     | Burkina Faso        | 83.9         |
| 47     | Gambie              | 83.9         |
| 49     | Malawi              | 83.3         |
| 50     | Papua Nová Guinea   | 83.1         |
| 50     | Filipíny            | 83.1         |
| 52     | Írán                | 83.0         |
| 53     | Rovníková Guinea    | 82.6         |
| 54     | Kambodža            | 82.5         |
| 55     | Šalomounovy ostrovy | 81.9         |
| 56     | Komory              | 81.7         |
| 57     | Guatemala           | 81.4         |
| 58     | Madagaskar          | 80.9         |
| 59     | Turecko             | 80.3         |
| 60     | Tanzanie            | 80.1         |

### Zvýšené varování (Elevated Warning)
| Pořadí | Země                                          | Hodnota 2019 |
| ------ | --------------------------------------------- | ------------ |
| 61     | Lesotho                                       | 79.7         |
| 62     | Laos                                          | 78.7         |
| 63     | Nikaragua                                     | 78.1         |
| 64     | Honduras                                      | 77.8         |
| 65     | Tádžikistán                                   | 77.7         |
| 66     | Senegal                                       | 77.2         |
| 67     | Izrael a Západní břeh Jordánu (vážený průměr) | 76.5         |
| 68     | Kyrgyzstán                                    | 76.2         |
| 69     | Jordánsko                                     | 75.9         |
| 70     | Kolumbie                                      | 75.7         |
| 70     | Uzbekistán                                    | 75.7         |
| 72     | Alžírsko                                      | 75.4         |
| 73     | Rusko                                         | 74.7         |
| 74     | Indie                                         | 74.4         |
| 75     | Benin                                         | 73.6         |
| 76     | Ázerbájdžán                                   | 73.2         |
| 77     | Thajsko                                       | 73.1         |
| 78     | Mikronésie                                    | 73.0         |
| 78     | Maroko                                        | 73.0         |
| 80     | Bolívie                                       | 72.9         |
| 81     | Bhútán                                        | 72.0         |
| 81     | Gruzie                                        | 72.0         |
| 83     | Brazílie                                      | 71.8         |
| 84     | Fidži                                         | 71.7         |
| 85     | Turkmenistán                                  | 71.4         |
| 86     | Bosna a Hercegovina                           | 71.3         |
| 87     | Ekvádor                                       | 71.2         |
| 88     | Čína                                          | 71.1         |
| 88     | Svatý Tomáš a Princův ostrov                  | 71.1         |
| 88     | Jižní Afrika                                  | 71.1         |
| 91     | Ukrajina                                      | 71.0         |
| 92     | Gabon                                         | 70.5         |
| 93     | Indonésie                                     | 70.4         |
| 93     | Saúdská Arábie                                | 70.4         |
| 95     | Tunisko                                       | 70.1         |

### Varování (Warning)
| Pořadí | Země                   | Hodnota 2019 |
| ------ | ---------------------- | ------------ |
| 96     | Salvador               | 69.8         |
| 96     | Maledivy               | 69.8         |
| 98     | Mexiko                 | 69.7         |
| 99     | Bělorusko              | 68.2         |
| 99     | Guyana                 | 68.2         |
| 99     | Peru                   | 68.2         |
| 102    | Srbsko                 | 68.0         |
| 103    | Moldavsko              | 67.1         |
| 104    | Paraguay               | 67.0         |
| 105    | Arménie                | 66.7         |
| 106    | Kapverdy               | 66.6         |
| 107    | Namibie                | 66.4         |
| 108    | Dominikánská republika | 66.2         |
| 109    | Vietnam                | 66.1         |
| 110    | Ghana                  | 65.9         |
| 111    | Severní Makedonie      | 64.6         |
| 112    | Samoa                  | 64.2         |
| 113    | Bahrajn                | 63.8         |
| 114    | Belize                 | 62.5         |
| 115    | Surinam                | 61.9         |
| 116    | Kazachstán             | 61.6         |
| 117    | Jamajka                | 61.2         |
| 118    | Kuba                   | 60.8         |
| 119    | Malajsie               | 60.5         |

### Stabilní (Stable)
| Pořadí | Země              | Hodnota 2019 |
| ------ | ----------------- | ------------ |
| 120    | Botswana          | 59.5         |
| 121    | Albánie           | 58.9         |
| 122    | Kypr              | 57.8         |
| 123    | Grenada           | 57.6         |
| 124    | Brunej            | 57.5         |
| 125    | Černá Hora        | 55.3         |
| 126    | Seychely          | 55.2         |
| 127    | Antigua a Barbuda | 54.4         |
| 128    | Mongolsko         | 54.1         |
| 129    | Řecko             | 53.9         |
| 130    | Kuvajt            | 53.2         |
| 131    | Trinidad a Tobago | 53.0         |
| 132    | Bulharsko         | 50.6         |

### Stabilnější (More Stable)
| Pořadí | Země                    | Hodnota 2019 |
| ------ | ----------------------- | ------------ |
| 133    | Omán                    | 50.0         |
| 134    | Maďarsko                | 49.6         |
| 135    | Bahamy                  | 48.8         |
| 136    | Barbados                | 48.0         |
| 137    | Rumunsko                | 47.8         |
| 138    | Chorvatsko              | 47.5         |
| 139    | Panama                  | 47.0         |
| 140    | Argentina               | 46.0         |
| 141    | Katar                   | 45.4         |
| 142    | Lotyšsko                | 43.9         |
| 143    | Itálie                  | 43.8         |
| 144    | Polsko                  | 42.8         |
| 145    | Kostarika               | 42.0         |
| 146    | Estonsko                | 40.8         |
| 147    | Španělsko               | 40.7         |
| 148    | Slovensko               | 40.5         |
| 149    | Spojené arabské emiráty | 40.1         |

### Velmi stabilní (Very Stable)
| Pořadí | Země               | Hodnota 2019 |
| ------ | ------------------ | ------------ |
| 150    | Chile              | 38.9         |
| 150    | Mauricius          | 38.9         |
| 152    | Litva              | 38.1         |
| 153    | USA                | 38.0         |
| 154    | Česko              | 37.6         |
| 155    | Spojené království | 36.7         |
| 156    | Malta              | 34.5         |
| 157    | Japonsko           | 34.3         |
| 158    | Uruguay            | 34.0         |
| 159    | Jižní Korea        | 33.7         |
| 160    | Francie            | 32.0         |

### Udržitelný (Sustainable)
| Pořadí | Země        | Hodnota 2019 |
| ------ | ----------- | ------------ |
| 161    | Belgie      | 28.6         |
| 162    | Singapur    | 28.1         |
| 163    | Slovinsko   | 28.0         |
| 164    | Portugalsko | 25.3         |
| 165    | Rakousko    | 25.0         |
| 166    | Nizozemsko  | 24.8         |
| 167    | Německo     | 24.7         |
| 168    | Irsko       | 20.6         |
| 169    | Lucembursko | 20.4         |
| 170    | Švédsko     | 20.3         |
| 171    | Nový Zéland | 20.1         |

### Velmi udržitelný (Very Sustainable)
| Pořadí | Země      | Hodnota 2019 |
| ------ | --------- | ------------ |
| 172    | Kanada    | 20.0         |
| 173    | Island    | 19.8         |
| 174    | Austrálie | 19.7         |
| 175    | Dánsko    | 19.5         |
| 176    | Švýcarsko | 18.7         |
| 177    | Norsko    | 18.0         |
| 178    | Finsko    | 16.9         |